# 1887 en Belgique
Chronologie de la Belgique
- 1883
- 1884
- 1885
- 1886
- 1887
- 1888
- 1889
- 1890
- 1891

Cette page recense des événements qui se sont produits durant l'année 1887 en Belgique.

## Chronologie
- 29 avril : loi autorisant un emprunt à émettre par l'État indépendant du Congo en Belgique[1].
- Mai 1887 : grève dans les bassins miniers wallons[2].
- 29 et 30 mai : fondation du Parti progressiste par l'homme politique libéral Paul Janson[3].
- Août 1887 : 57 sections dissidentes du Parti ouvrier belge forment autour d'Alfred Defuisseaux le Parti socialiste républicain[2].
- 16 août : 
  - Loi sur l'abolition du « truck system (en) » [4].
  - Loi sur les conseils de l'industrie et du travail[4].
  - Loi sur l'ivresse publique[5].
- 17 décembre : première parution du journal Le Soir, titre de presse de tendance libérale.

## Culture
- Inauguration du Musée de la ville de Bruxelles[6].

### Arts
- 6 février - 6 mars : ouverture à Bruxelles du quatrième Salon des XX[7].
- 1 septembre - 1 novembre : ouverture du Salon de Bruxelles de 1887[8].

### Architecture

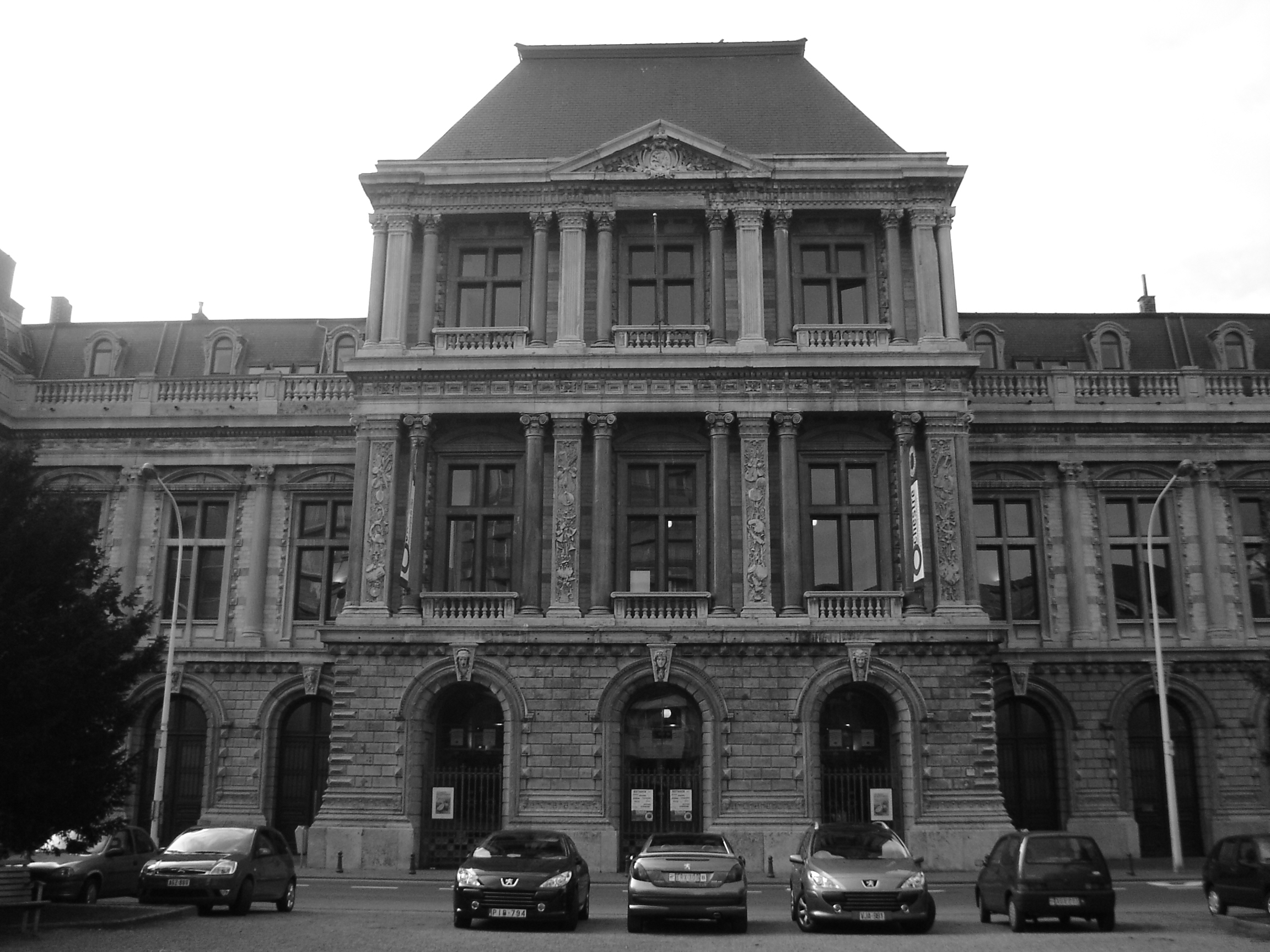
Salle des fêtes du Conservatoire de Liège.
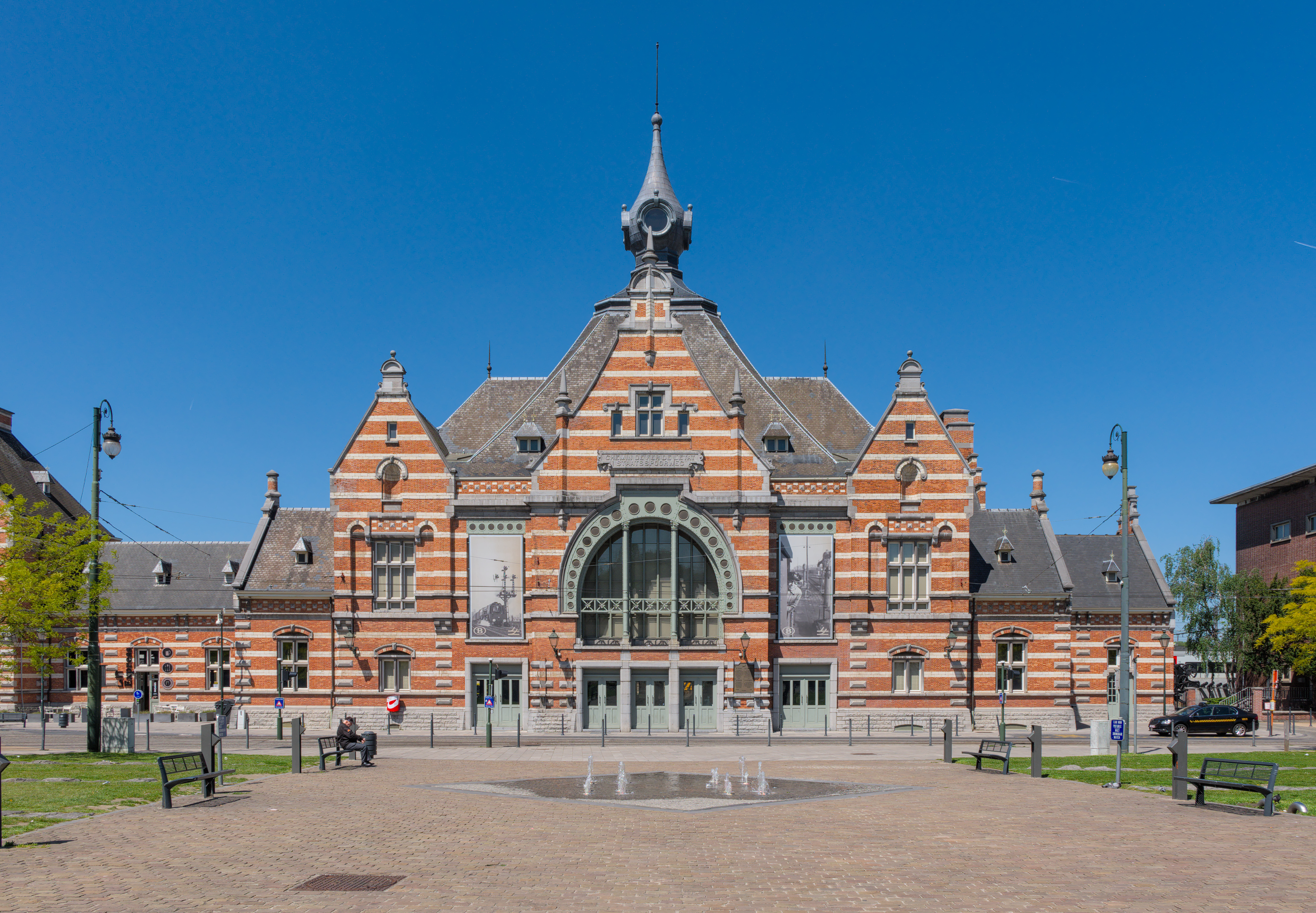
Gare de Schaerbeek (Franz Seulen)

### Peinture

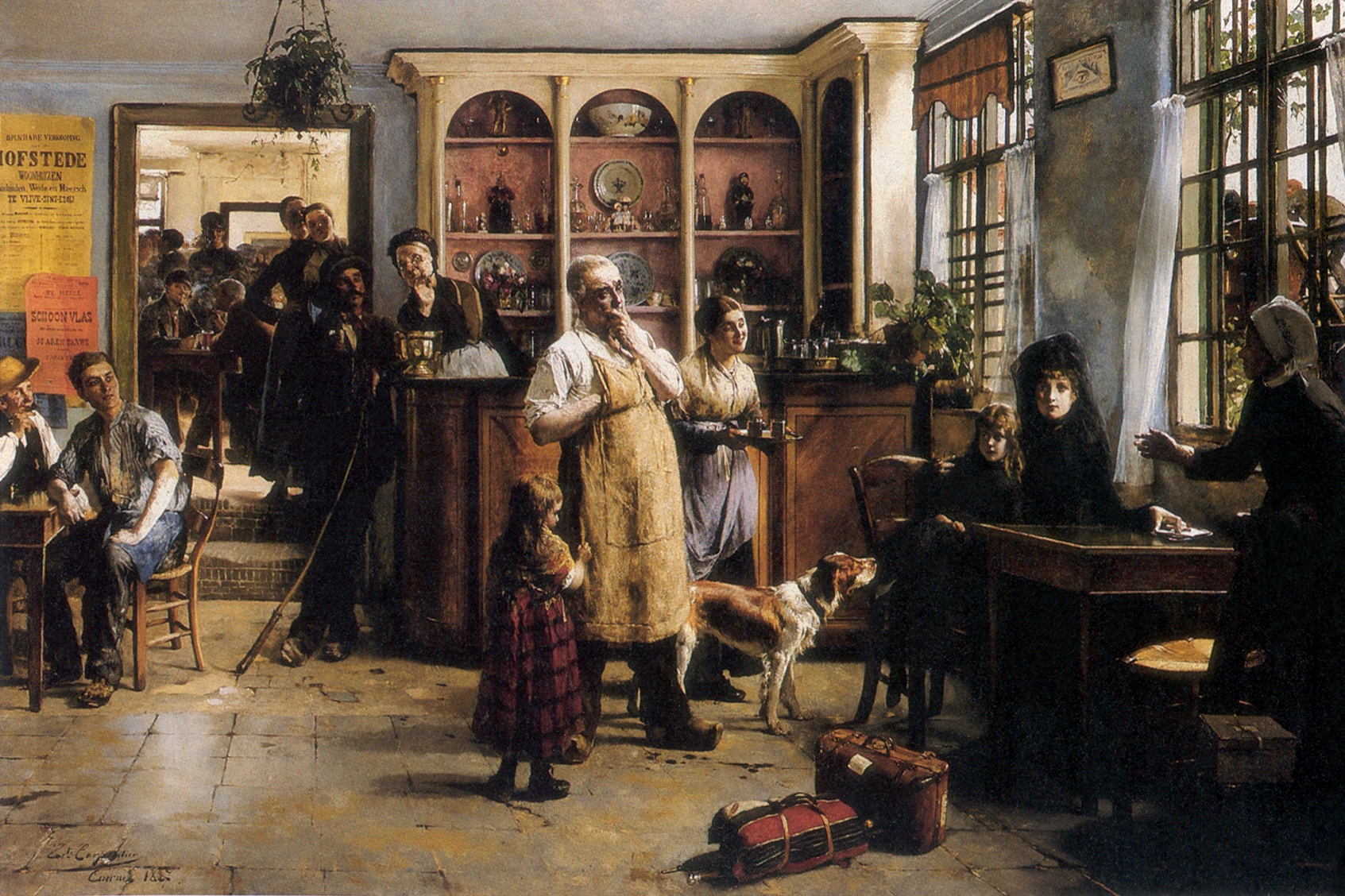
Les Étrangères (Évariste Carpentier)
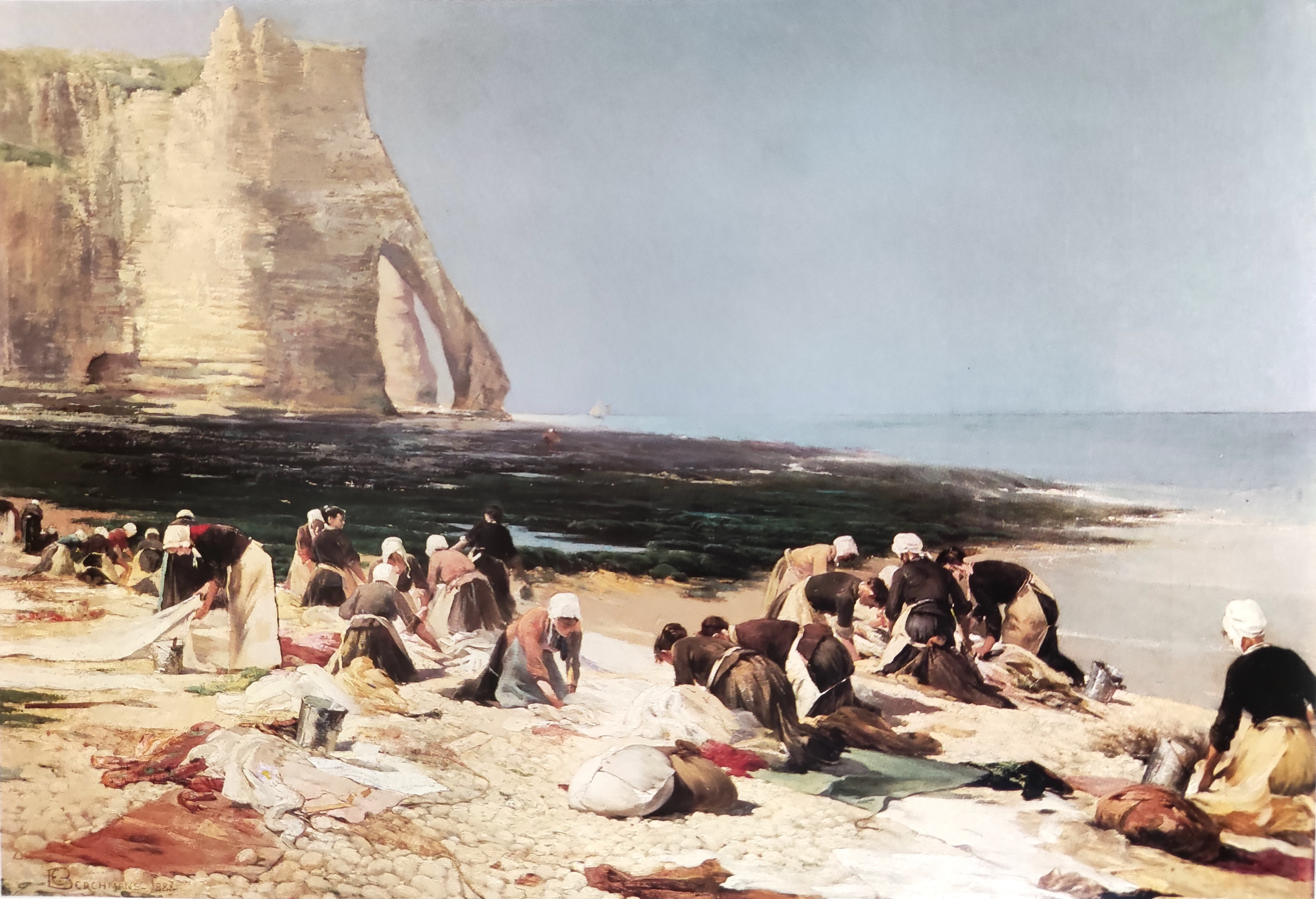
Les lavandières d'Étretat (Émile Berchmans).
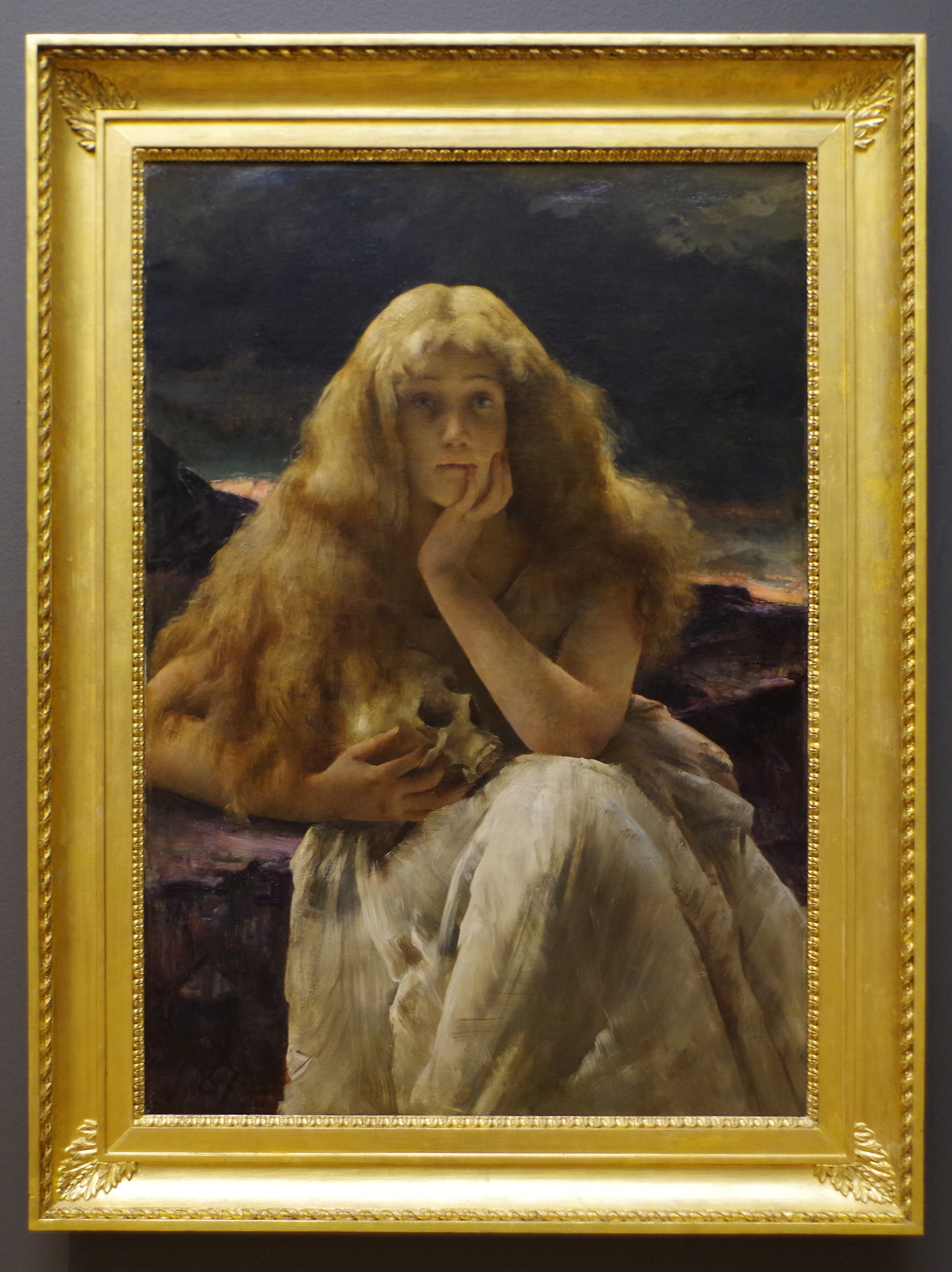
La Madeleine (Alfred Stevens)
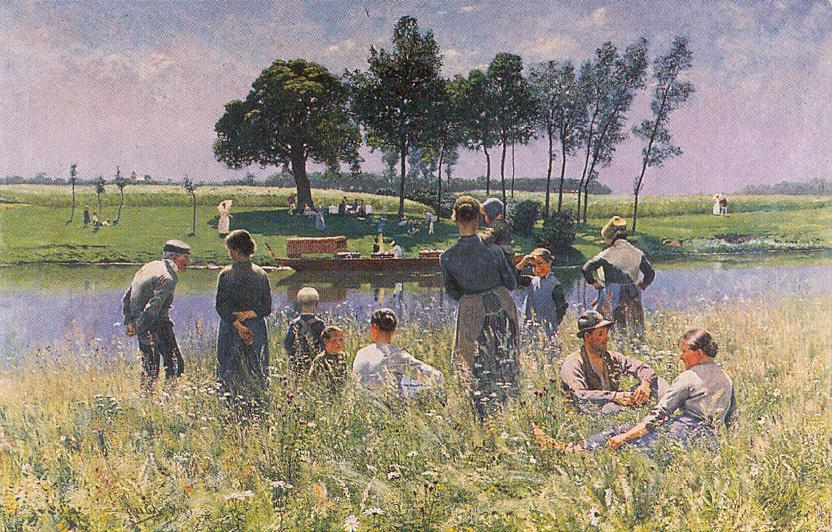
Le Pique-Nique (Émile Claus)

### Théâtre
- Inauguration du Théâtre flamand de Bruxelles.

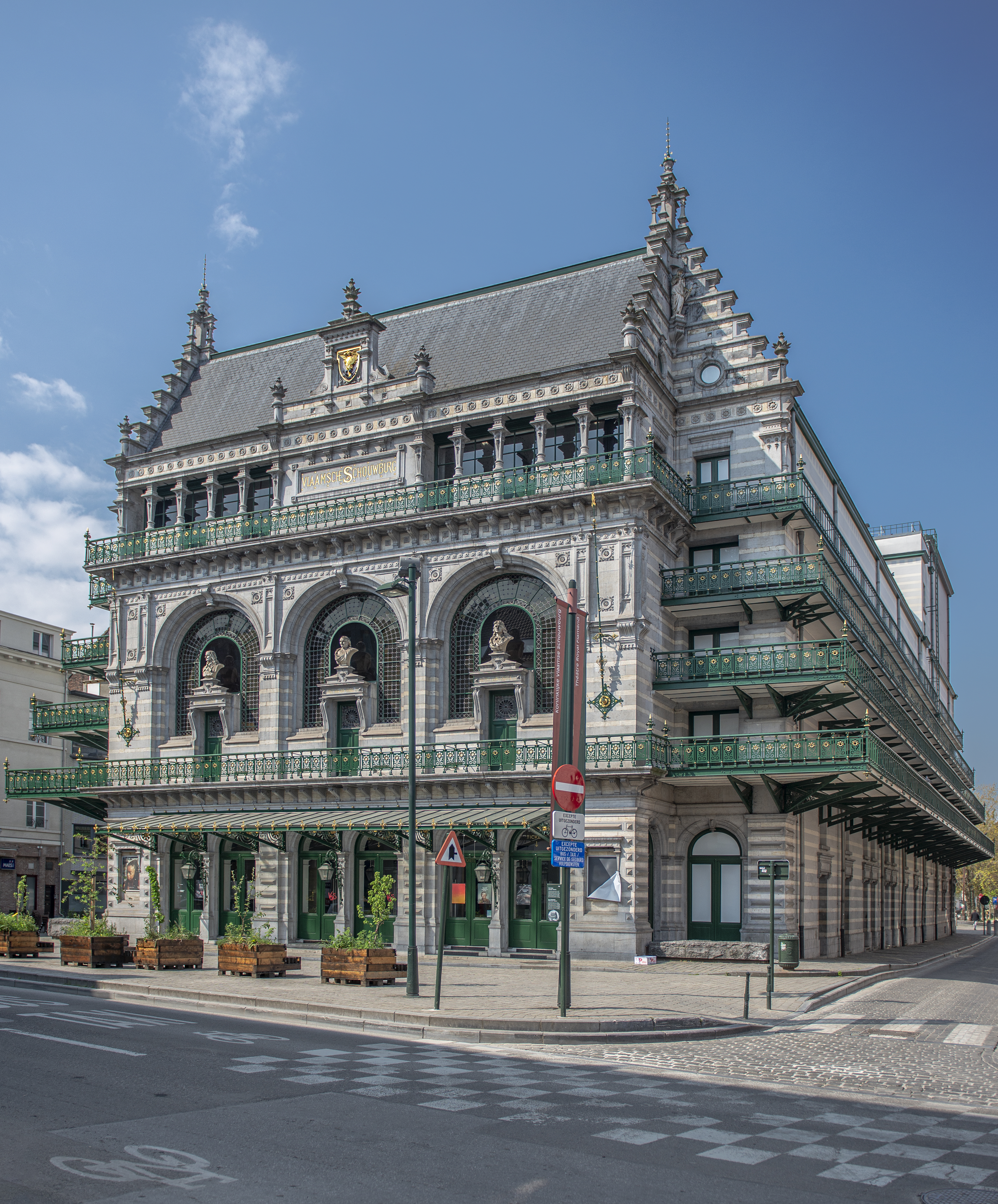
Façade principale du Théâtre royal flamand.

## Sciences
- Première parution du Bulletin des sociétés chimiques belges.
- 16 juin : fondation de la Société d'archéologie de Bruxelles[9].

## Sports
- 16 janvier : fondation de la Fédération belge d'aviron[10].
- Inauguration de l'hippodrome de Groenendael.

## Naissances
- 5 novembre : Oscar Bossaert, homme politique, industriel et joueur de football († 1er février 1956).

## Décès
- 16 juillet : Laurent-Guillaume de Koninck, paléontologue et chimiste (° 3 mai 1809).
- 17 juillet : Nicaise De Keyser, peintre (° 26 août 1813).
- 20 novembre : Louis Gallait, peintre, aquarelliste, graveur (° 10 mai 1810).